# 塞思·麦克法兰
塞思·伍德伯里·麦克法兰（英語：Seth Woodbury MacFarlane，1973年10月26日—）是一位两度获得艾美奖的美国喜剧演员，兼动画师、编剧、电视制片人、影视演员、配音演员、歌手、钢琴师及作词人为一身。塞思·麦克法兰最为有名的作品是他为福克斯广播公司创作的动画片《蓋酷家庭》及《特工老爹》。他在2012年导演兼编剧兼配音的电影《熊麻吉》曾是全球票房收入最高的限制级喜剧电影。他也曾是系列电视片《赢家》的制作人。
麦克法兰为他自己的卡通片的许多角色配音，比如《蓋酷家庭》中的Peter Griffin、Stewie Griffin、Brian Griffin、Glen Quagmire 以及《特工老爹》中的 Stan Smith 与 Roger the Alien。作为一个演员，他在各种节目中客串演出，包括有《Gilmore Girls》与《家庭战争》。麦克法兰也是一位科幻迷，他在《星际旅行：企业号》中客串演出过，并且曾经在自己的动画片中幽默地模仿过《星球大战》与《星际旅行》。作为一个很受欢迎的演讲者，他有时会在美国各个高校进行演讲。他本人支持美国民主党并且在2007-08年美国编剧协会大罢工中公开支持作家协会。

## 早期生活
麦克法兰于1973年10月26日出生于美国康涅狄格州的肯特镇。他的父母Ann Perry Sager 与 Ronald Milton MacFarlane来自于马萨诸塞州的Newburyport。麦克法兰在孩童时代时对插图画十分感兴趣。在一次《今日美国》的采访中，他说到自己从那时就开始学着画Fred Flintstone与Woody Woodpecker。1991年，他从康涅狄格州的肯特学院高中毕业。该校的校长Rev. Richardson W. Schell曾公开批评麦克法兰的幽默品位低下，并要求福克斯停止播映《蓋酷家庭》。麦克法兰的父母都在这所学校教书，他们双双辞职表示抗议。
麦克法兰是在罗德岛设计学院（RISD）学习的动画设计。当他还是一名学生的时候，他曾想以后为华特迪士尼公司工作。后来当从RISD毕业时，他改变了想法。他回忆道“与许多动画家一样，我曾经认为迪士尼就是上帝。如今，迪士尼在我心目中变成了撒旦。”在大学期间，他创作了名为《The Life of Larry》的动画电影作为论文。他在RISD的教授把麦克法兰的卡通片提交给了Hanna-Barbera，后者后来雇请了麦克法兰。在十多年后的2007年6月2日，麦克法兰在母校的毕业典礼上获得荣誉博士头衔。

## 动画及电视职业生涯
在Hanna-Barbera的时候，麦克法兰的主要工作是一名动画师以及为Cartoon Network的《卡通卡通》系列进行剧作。他也曾经为《拼命郎約翰尼》，《鸡与牛》，和《德克斯特的实验室》工作过。麦克法兰也曾在尼克国际儿童频道为Frederator Studio的《Oh Yeah! Cartoons》创作过一部名为《Zoomates》的短片动画。1996年，麦克法兰创作了一部名为《Larry and Steve》的短片作为《The Life of Larry》的续集，其描述了一位名叫Larry的中年角色与一只具有智力的名为Steve的狗的故事。这部短片作为Cartoon Network的《World Premiere Toons》节目进行播映。福克斯广播公司的主管人员看到了这部动画，其后与麦克法兰签下了合同创作《蓋酷家庭》系列。麦克法兰在24岁就成为电视界最年轻的执行制作人。福克斯提议麦克法兰制作一部15分钟短片并资助他5万美元。麦克法兰说这部《蓋酷家庭》试播的创作与制作一共花了六个月。在一次《纽约时报》的采访中，麦克法兰说：“在大约六个月中，我几乎没有睡眠，没有其它活动，只是疯狂地在我的厨房里画画与制作这部试播片。”麦克法兰于2008年5月与福克斯签下了价值1亿美元的协议来继续为福克斯创作《蓋酷家庭》与《特工老爹》至2012年，这使他成为了世界上薪酬最高的电视剧作者。

### 《蓋酷家庭》
麦克法兰的《蓋酷家庭》的创作受到过Jackie Gleason与伍迪·艾伦的作品的影响，动画片《辛普森一家》电视剧《一家子》的故事也曾影响过《蓋酷家庭》。《蓋酷家庭》于1999年1月31日首次与观众见面。麦克法兰的公司为Fuzzy Door Productions。
麦克法兰参与过2007-08年美国编剧协会大罢工。罢工期间，福克斯没有经过麦克法兰同意继续制作《蓋酷家庭》与《特工老爹》。

### 《特工老爹》
塞思·麦克法兰与Matt Weitzman及Mike Barker共同创作了动画片《特工老爹》。《特工老爹》第一次是以预播的形式在2005年2月6日超级碗XXXIX之后放映，之后于2005年5月1日在福克斯正式开始播映。麦克法兰形容该剧与《一家子》有类似之处，, 并且该剧的情节设定在乔治·沃克·布什的保守政策时期。《特工老爹》主要人物为Stan Smith，一个狂热的保守派中央情报局特工。Stan有一个妻子（Francine）与两个孩子（Steve与Hayley），以及两个不寻常的常住客人：Stan从51区救回来的外星生命Roger，和移植有一位东德1986年奥运会滑雪运动员脑子的金鱼。塞思·麦克法兰为Stan与Roger配音。塞思的妹妹 Rachel 是 Hayley 的配音員。

### 《The Winner》
麦克法兰曾是《The Winner》的執行製作。該劇由Rob Corddry主演。该节目于2007年3月4日在FOX频道首映。劇情描述32歲的葛倫，與搬到隔壁不久的女子談了生平第一場戀愛。女子離過婚，有一個兒子。葛倫也成為她兒子的超級好夥伴。这个节目于2007年5月16日正式停播。

### 《The Cleveland Show》
麦克法兰正在制作《蓋酷家庭》的外传《The Cleveland Show》。这部外传将主要集中在《蓋酷家庭》中的角色Cleveland Brown及其一家。这个主意源于Cleveland的配音同时也是《蓋酷家庭》的作者Mike Henry的建议。福克斯已经预订了13集。

## 歌唱特色
除了配音和演戲，麦克法兰也有高強的音樂造詣。歌唱方面：麦克法兰歌聲屬男中音，能橫跨3.5個八度，而最高音是當他以布萊恩·格里芬的聲音翻唱《Never Gonna Give You Up》時在末端加插類似 Barry Gibb的即興假音上到 F5音。
在音乐方面， 他是一位娴熟的钢琴演奏者与男中音歌唱家。年輕時，他曾和弗兰克·西纳特拉和芭芭拉·史翠珊合作过， 也與他們師出同門（不同時期受教）。他們的聲樂老師都是前音樂劇演員和聲樂老師Lee and Sally Sweetland兩夫婦，所以不提倡用電子矯音，唱歌時也著重露出牙齒，令咬字清楚、精確。他也观看电视剧《黑道家族》与《马赫脱口秀》。因為受傳統教學影響，他在卡通裡的配樂也是以大樂團為主。

## 个人生活

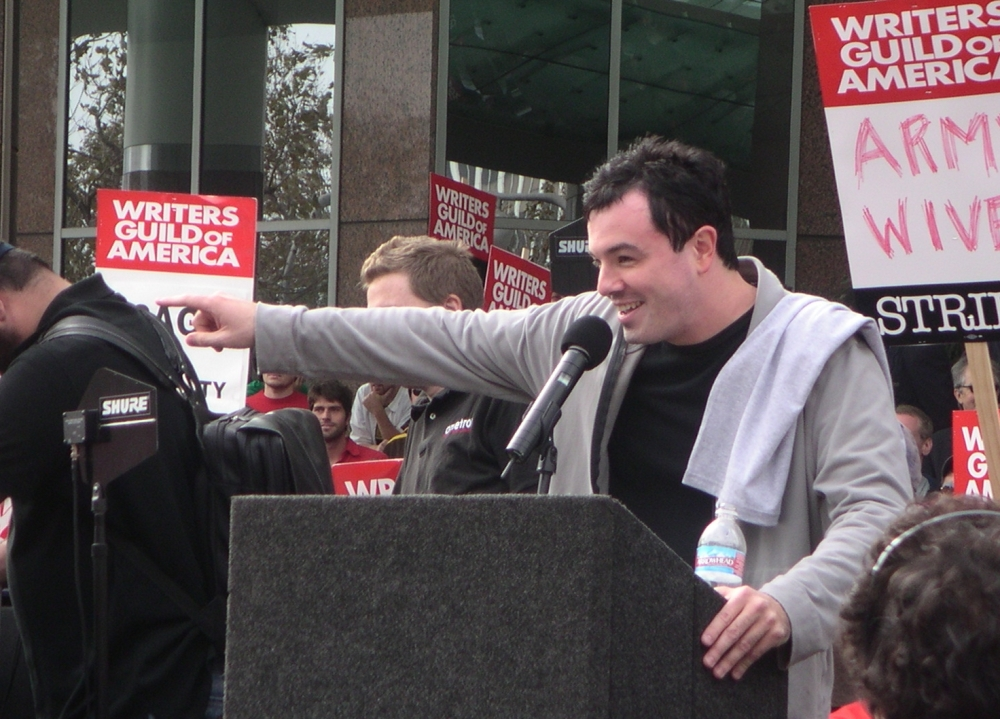
塞思·麦克法兰在2007年9月9日的Writers Guild of America集会上讲话，Culver City。

麦克法兰是一位《星球大战》与《星际旅行》的狂热爱好者，同时也是一位科幻小说迷。
麦克法兰未婚，曾与艾米莉亚·克拉克交往。他也是一位无神論者。在2004年接受《The Daily Princetonian》的采访时，麦克法兰曾经提出过他与《蓋酷家庭》中的角色宠物狗角色Brian的类似，他说：“I have some Brian type issues from time to time — looking for the right person — but I date as much as the next guy。”（「有時候我有著像布萊恩類似的苦惱－找到對的人，但我約會次數不比平常人多或少。」）

## 获奖及提名
| 年份 | 奖项                                                                      | 种类                                                                | 结果 |
| ---- | ------------------------------------------------------------------------- | ------------------------------------------------------------------- | ---- |
| 2012 | 第85届奥斯卡金像奖最佳原创音乐奖                                          | 《泰迪熊》主题曲《Everybody needs a best friend》作词者             | 提名 |
| 2009 | 威比奖 by the International Academy of Digital Arts and Sciences          | Film & Video Person of the Year 2009                                | 获奖 |
| 2007 | 1st Annual Wave Awards, Academy of Wireless Arts, Video and Entertainment | 2007 Favorite Clipped (from television) Comedy Series, 《蓋酷家庭》 | 获奖 |
| 2006 | 安妮奖 最佳动画类电视配音表演奖获得者。                                   | Stewie Griffin，《Brian the Bachelor》，《蓋酷家庭》。              | 获奖 |
| 2002 | 艾美奖 杰出音乐及歌词奖获得者。                                           | 《蓋酷家庭》                                                        | 获奖 |
| 2000 | 艾美奖 杰出表演配音奖获得者。                                             | Stewie Griffin，《蓋酷家庭》。                                      | 获奖 |